# Kociubińczyki
Kociubińczyki (ukr. Коцюбинчики) – wieś na Ukrainie, w rejonie czortkowskim obwodu tarnopolskiego, w hromadzie Husiatyn, położona nad rzeką Zbrucz.
W II Rzeczypospolitej wieś w powiecie kopyczynieckim województwa tarnopolskiego. W miejscowości stacjonował sztab 4 kompanii 23 batalionu celnego, a po 1924 kompania graniczna KOP „Kociubińczyki”. W marcu 1944 nacjonaliści ukraińscy z OUN-UPA zamordowali tutaj 30 Polaków.